# Toby Emmerich
Toby Emmerich (ur. 8 lutego 1963 w Nowym Jorku) – amerykański producent filmowy i scenarzysta. Od 2017 prezes Warner Bros. Pictures.

## Życiorys
Urodził się jako syn Constance i André Emmericha (1924–2007) w Nowym Jorku. Jego rodzice są żydami: matka jest pochodzenia rumuńsko-żydowskiego i węgiersko-żydowskiego, a ojciec niemiecko-żydowskiego i francusko-żydowskiego. Jest bratem aktora Noah Emmerich i Adama Emmericha, pracownika firmy Wachtell, Lipton, Rosen & Katz w Nowym Jorku. Uczęszczał do The Calhoun School w Nowym Jorku, a następnie ukończył Wesleyan University.
Był producentem lub producentem wykonawczym ponad 50 filmów, a do niektórych napisał też scenariusz, np. Częstotliwość i Mimzy: Mapa czasu.
18 marca 2008 został prezesem i dyrektorem operacyjnym w New Line Cinema. Wcześniej pełnił tam funkcję prezesa ds. produkcji. W 2017 roku został szefem i dyrektorem ds. treści studia Warner Bros. Picture, a rok później jego prezesem. W październiku 2019 przedłużył kontrakt jako prezes Warner Bros. Pictures i mianował Carolyn Blackwood na nowo utworzone stanowisko dyrektora operacyjnego.

## Filmografia
Opracowane na podstawie materiału źródłowego.
| Rok  | Tytuł                                         | Uwagi                                    |
| ---- | --------------------------------------------- | ---------------------------------------- |
| 1994 | 8 Sekund                                      | kierownik muzyczny                       |
| 1994 | Nad obręczą                                   | dyrektor wykonawczy ds. muzyki: New Line |
| 1994 | I kowbojki mogą marzyć                        | producent muzyczny                       |
| 1994 | The Endless Summer II                         | dyrektor wykonawczy ds. muzyki           |
| 1994 | Głupi i głupszy                               | producent muzyczny                       |
| 1995 | Siedem                                        | dyrektor wykonawczy ds. muzyki           |
| 1995 | Delta of Venus                                | dyrektor wykonawczy ds. muzyki           |
| 1995 | The Viking Sagas                              | producent muzyczny                       |
| 1995 | Koniec niewinności                            | dyrektor wykonawczy ds. muzyki           |
| 1996 | Usłane różami                                 | dyrektor wykonawczy ds. muzyki           |
| 1996 | Pie in the Sky                                | dyrektor wykonawczy ds. muzyki           |
| 1996 | Matka noc                                     | dyrektor wykonawczy ds. muzyki           |
| 1996 | Ostatni sprawiedliwy                          | dyrektor wykonawczy ds. muzyki           |
| 1996 | Długi pocałunek na dobranoc                   | dyrektor wykonawczy ds. muzyki           |
| 1996 | Miłość i wojna                                | dyrektor wykonawczy ds. muzyki           |
| 1997 | Niebezpieczny kraj                            | dyrektor wykonawczy ds. muzyki           |
| 1997 | Love Jones                                    | dyrektor wykonawczy ds. muzyki           |
| 1997 | B*A*P*S                                       | dyrektor wykonawczy ds. muzyki           |
| 1997 | Austin Powers: Agent specjalnej troski        | dyrektor wykonawczy ds. muzyki           |
| 1997 | Julian Po                                     | dyrektor wykonawczy ds. muzyki           |
| 1997 | Boogie Nights                                 | dyrektor wykonawczy ds. muzyki           |
| 1998 | Od wesela do wesela                           | dyrektor wykonawczy ds. muzyki           |
| 1998 | Mroczne miasto                                | dyrektor wykonawczy ds. muzyki           |
| 1998 | Przyjemniaczek                                | dyrektor wykonawczy ds. muzyki           |
| 1998 | Zagubieni w kosmosie                          | dyrektor wykonawczy ds. muzyki           |
| 1998 | Overnight Delivery                            | dyrektor wykonawczy ds. muzyki           |
| 1998 | Woo                                           | dyrektor wykonawczy ds. muzyki           |
| 1999 | Austin Powers: Szpieg, który nie umiera nigdy | dyrektor wykonawczy ds. muzyki           |
| 1999 | Magnolia                                      | dyrektor wykonawczy ds. muzyki           |
| 2000 | Ryzyko                                        | dyrektor wykonawczy ds. muzyki           |
| 2000 | Częstotliwość                                 | scenarzysta                              |
| 2000 | Cela                                          | dyrektor wykonawczy ds. muzyki           |
| 2001 | 15 Minutes                                    | dyrektor wykonawczy ds. muzyki           |
| 2001 | Godziny szczytu 2                             | producent wykonawczy                     |
| 2002 | Liczą się tylko Frankliny                     | producent wykonawczy                     |
| 2002 | Blade: Wieczny łowca II                       | producent wykonawczy                     |
| 2002 | Austin Powers i Złoty Członek                 | producent wykonawczy                     |
| 2002 | Kolejny piątek                                | producent wykonawczy                     |
| 2003 | Oszukać przeznaczenie 2                       | producent wykonawczy                     |
| 2003 | Willard                                       | producent wykonawczy                     |
| 2003 | The Real Cancun                               | współproducent wykonawczy                |
| 2003 | Głupi i głupszy 2: Kiedy Harry poznał Lloyda  | producent wykonawczy                     |
| 2003 | Uwierz w miłość                               | producent wykonawczy                     |
| 2003 | Wakacje Waltera                               | producent wykonawczy                     |
| 2003 | Elf                                           | producent wykonawczy                     |
| 2004 | Efekt motyla                                  | producent wykonawczy                     |
| 2004 | Autostrada grozy                              | producent wykonawczy                     |
| 2004 | Pozew o miłość                                | producent wykonawczy                     |
| 2004 | Pamiętnik                                     | producent wykonawczy                     |
| 2004 | Komórka                                       | producent wykonawczy                     |
| 2004 | Szansa na sukces                              | producent wykonawczy                     |
| 2004 | Po zachodzie słońca                           | producent wykonawczy                     |
| 2004 | Blade: Mroczna trójca                         | producent wykonawczy                     |
| 2005 | Son of the Mask                               | producent wykonawczy                     |
| 2005 | Porwanie na żądanie                           | producent wykonawczy                     |
| 2005 | Sposób na teściową                            | producent wykonawczy                     |
| 2005 | Polowanie na druhny                           | producent wykonawczy                     |
| 2005 | Ja, twardziel                                 | producent wykonawczy                     |
| 2005 | Historia przemocy                             | producent wykonawczy                     |
| 2005 | Domino                                        | producent wykonawczy                     |
| 2005 | Zostańmy przyjaciółmi                         | producent wykonawczy                     |
| 2005 | Podróż do Nowej Ziemi                         | producent wykonawczy                     |
| 2006 | Oszukać przeznaczenie 3                       | producent wykonawczy                     |
| 2006 | Wytańczyć marzenia                            | producent wykonawczy                     |
| 2006 | Hoot                                          | producent wykonawczy                     |
| 2006 | Grilled                                       | producent wykonawczy                     |
| 2006 | Węże w samolocie                              | producent wykonawczy                     |
| 2006 | How to Eat Fried Worms                        | producent wykonawczy                     |
| 2006 | Teksańska masakra piłą mechaniczną: Początek  | producent wykonawczy                     |
| 2006 | Małe dzieci                                   | producent wykonawczy                     |
| 2006 | Kostka przeznaczenia                          | producent wykonawczy                     |
| 2006 | Narodzenie                                    | producent wykonawczy                     |
| 2007 | Czyściel                                      | producent wykonawczy                     |
| 2007 | Numer 23                                      | producent wykonawczy                     |
| 2007 | Mimzy: Mapa czasu                             | scenarzysta                              |
| 2007 | Słaby punkt                                   | producent wykonawczy                     |
| 2007 | Lakier do włosów                              | producent wykonawczy                     |
| 2007 | Godziny szczytu 3                             | producent wykonawczy                     |
| 2007 | Tylko strzelaj                                | producent wykonawczy                     |
| 2007 | Facet od WF-u                                 | producent wykonawczy                     |
| 2007 | Transfer                                      | producent wykonawczy                     |
| 2007 | Chłopiec z Marsa                              | producent wykonawczy                     |
| 2007 | Złoty kompas                                  | producent wykonawczy                     |
| 2008 | Be Kind Rewind                                | producent wykonawczy                     |
| 2008 | Semi-Pro: Drużyna marzeń                      | producent wykonawczy                     |
| 2008 | Harold i Kumar uciekają z Guantanamo          | producent wykonawczy                     |
| 2008 | Seks w wielkim mieście                        | producent wykonawczy                     |
| 2008 | Podróż do wnętrza Ziemi                       | producent wykonawczy                     |
| 2008 | Appaloosa                                     | producent wykonawczy                     |
| 2008 | W cieniu chwały                               | producent wykonawczy                     |
| 2008 | Cztery Gwiazdki                               | producent wykonawczy                     |
| 2009 | Atramentowe serce                             | producent wykonawczy                     |
| 2009 | Kobiety pragną bardziej                       | producent wykonawczy                     |
| 2009 | Znów mam 17 lat                               | producent wykonawczy                     |
| 2009 | Duchy moich byłych                            | producent wykonawczy                     |
| 2009 | Bez mojej zgody                               | producent wykonawczy                     |
| 2010 | Wciąż ją kocham                               | producent wykonawczy                     |
| 2010 | Walentynki                                    | producent wykonawczy                     |
| 2010 | Seks w wielkim mieście 2                      | producent wykonawczy                     |
| 2011 | Bez smyczy                                    | producent wykonawczy                     |
| 2011 | Szefowie wrogowie                             | producent wykonawczy                     |
| 2011 | Sylwester w Nowym Jorku                       | producent wykonawczy                     |
| 2012 | Rock of Ages                                  | producent wykonawczy                     |
| 2012 | Hobbit: Niezwykła podróż                      | producent wykonawczy                     |
| 2013 | Snitch                                        | producent wykonawczy                     |
| 2013 | Jack pogromca olbrzymów                       | producent wykonawczy                     |
| 2013 | Niewiarygodny Burt Wonderstone                | producent wykonawczy                     |
| 2013 | Millerowie                                    | producent wykonawczy                     |
| 2013 | Hobbit: Pustkowie Smauga                      | producent wykonawczy                     |
| 2014 | Tammy                                         | producent wykonawczy                     |
| 2014 | Szefowie wrogowie 2                           | producent wykonawczy                     |
| 2014 | Hobbit: Bitwa Pięciu Armii                    | producent wykonawczy                     |
| 2015 | San Andreas                                   | producent wykonawczy                     |
| 2015 | W nocym zwierciadle: Wakacje                  | producent wykonawczy                     |
| 2016 | Keanu                                         | producent wykonawczy                     |
| 2016 | Obecność 2                                    | producent wykonawczy                     |
| 2016 | Agent i pół                                   | producent wykonawczy                     |
| 2016 | Ukryte piękno                                 | producent wykonawczy                     |
| 2017 | Fist Fight                                    | producent wykonawczy                     |
| 2017 | W starym, dobrym stylu                        | producent wykonawczy                     |
| 2017 | Dom wygranych                                 | producent wykonawczy                     |
| 2017 | To                                            | producent wykonawczy                     |
| 2017 | The Disaster Artist                           | producent wykonawczy                     |
| 2018 | Wieczór gier                                  | producent wykonawczy                     |
| 2018 | Rampage: Dzika furia                          | producent wykonawczy                     |
| 2018 | Life of the Party                             | producent wykonawczy                     |
| 2021 | The Many Saints of Newark                     | producent wykonawczy                     |